# Resolutie 959 Veiligheidsraad Verenigde Naties
Resolutie 959 van de Veiligheidsraad van de Verenigde Naties werd unaniem aangenomen op 19 november 1994.

## Achtergrond
In 1980 overleed de Joegoslavische leider Tito, die decennialang de bindende kracht was geweest tussen de zes deelstaten van het land. Na zijn dood kende het nationalisme een sterke opmars, en in 1991 verklaarden verschillende deelstaten zich onafhankelijk. Zo ook Bosnië en Herzegovina, waar in 1992 een burgeroorlog uitbrak tussen de Bosniakken, Kroaten en Serviërs. Deze oorlog, waarbij etnische zuiveringen plaatsvonden, ging door totdat er in 1995 vrede werd gesloten.

## Inhoud

### Waarnemingen
De Veiligheidsraad bevestigde de nood aan een regeling tussen de Bosnische partijen en veroordeelde de Bosnisch-Serven omdat ze een territoriale regeling afwezen. De Veiligheidsraad was bezorgd om de escalatie van de gevechten nabij Bihac en nabij de VN-veilige gebieden. De Veiligheidsraad bevestigde de voorgaande oproepen aan de partijen geen vijandelijkheden te plegen die tot een verdere escalatie konden leiden en om een staakt-het-vuren te bereiken in de regio van Bihac. Ook moest Sarajevo, als hoofdstad van Bosnië en Herzegovina een multiculturele stad blijven en moest het normale leven er hersteld worden. De Europese Unie, Rusland, het Verenigd Koninkrijk en de Verenigde Staten hadden laten weten de beveiliging van de veilige gebieden te willen aanscherpen.

### Handelingen
De Veiligheidsraad was erg bezorgd om de vijandelijkheden in Bosnië en Herzegovina en veroordeelde schendingen van diens grens met Kroatië. Alle Bosnische partijen moesten ook UNPROFOR respecteren en ermee samenwerken, alsook het geweld bij de VN-veilige gebieden stoppen. UNPROFOR moest de beveiliging van die gebieden verscherpen en secretaris-generaal Boutros Boutros-Ghali werd gevraagd over mogelijke extra maatregelen om de situatie in Bihac te stabiliseren te rapporteren. Beiden moesten ook verder onderhandelen met de Bosnische partijen om Sarajevo te demilitariseren en het normale leven er te herstellen. Ten slotte werd van de secretaris-generaal tegen 1 december een rapport verwacht over de uitvoering van deze resolutie.

## Verwante resoluties
- Resolutie 947 Veiligheidsraad Verenigde Naties
- Resolutie 958 Veiligheidsraad Verenigde Naties
- Resolutie 967 Veiligheidsraad Verenigde Naties
- Resolutie 970 Veiligheidsraad Verenigde Naties (1995)

Lijst ·  893 ·  894 ·  895 ·  896 ·  897 ·  898 ·  899 ·  900 ·  901 ·  902 ·  903 ·  904 ·  905 ·  906 ·  907 ·  908 ·  909 ·  910 ·  911 ·  912 ·  913 ·  914 ·  915 ·  916 ·  917 ·  918 ·  919 ·  920 ·  921 ·  922 ·  923 ·  924 ·  925 ·  926 ·  927 ·  928 ·  929 ·  930 ·  931 ·  932 ·  933 ·  934 ·  935 ·  936 ·  937 ·  938 ·  939 ·  940 ·  941 ·  942 ·  943 ·  944 ·  945 ·  946 ·  947 ·  948 ·  949 ·  950 ·  951 ·  952 ·  953 ·  954 ·  955 ·  956 ·  957 ·  958 ·  959 ·  960 ·  961 ·  962 ·  963 ·  964 ·  965 ·  966 ·  967 ·  968 ·  969